# Regional (CP)

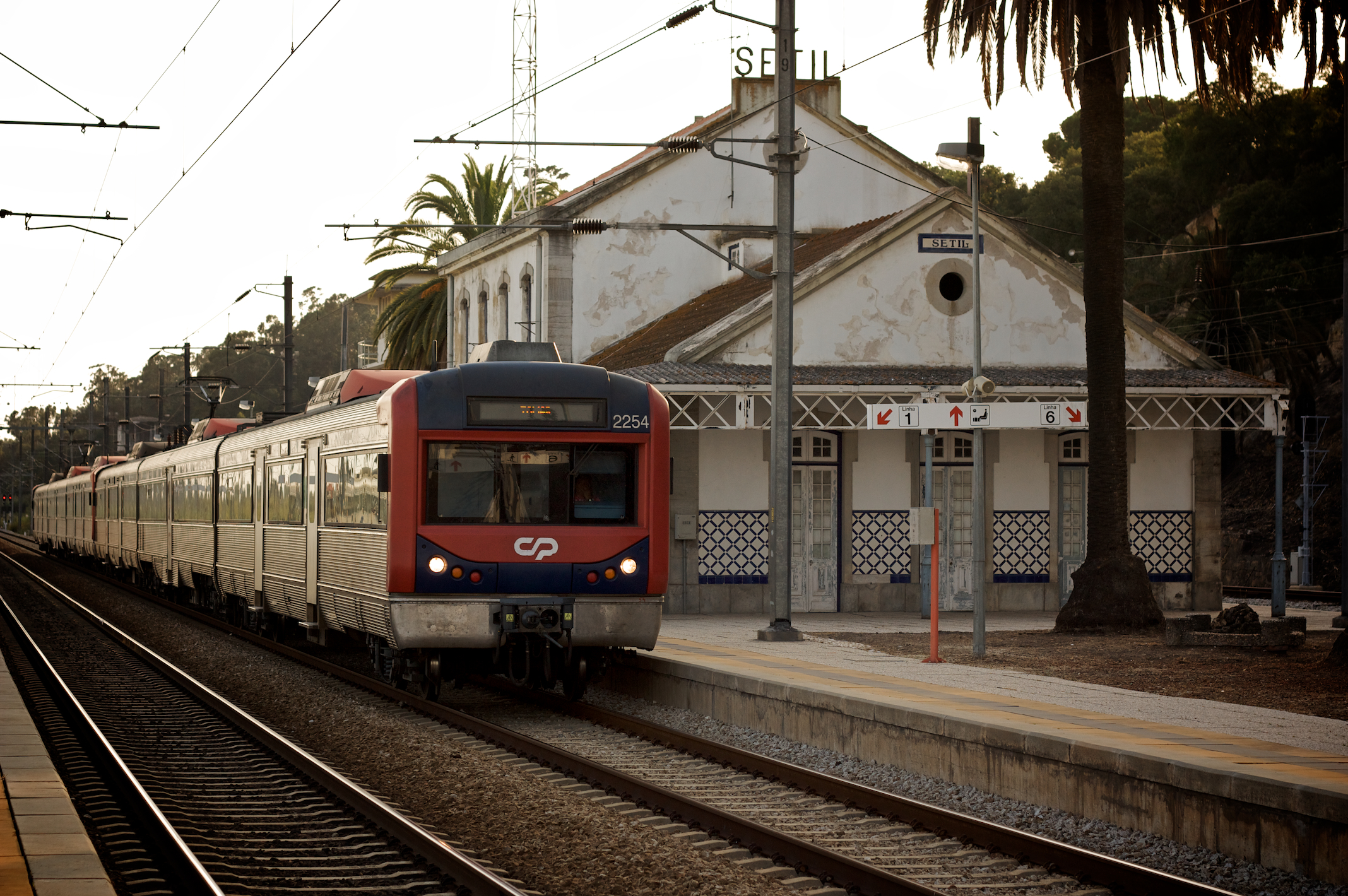
Comboio Regional en la Estación de Setil.

El CP Regional es un servicio comercial de Comboios de Portugal, dedicado a servicios que articulan los distintos núcleos urbanos con sus áreas de influencia o complementan el servicio de largo recorrido en pequeñas y medianas distancias. Apenas son más rápidos que los convoyes urbanos y suburbanos. 

## InterRegional
Artículo principal: InterRegional
Se aplica a trenes regionales “Directos” o “Semi-Directos”. Permiten conexiones rápidas al no realizar parada en todas las estaciones, para unir ciudades de carácter importante.

## Flota
| Serie            | Fabricante      | Zona                                                                            | Imagen |
| ---------------- | --------------- | ------------------------------------------------------------------------------- | ------ |
| Serie 2240 de CP | Alstom/Sorefame | Norte/Central                                                                   |        |
| CP Serie 9600    | CAF             | Línea del Vouga                                                                 |        |
| CP Serie 0350    | Allan           | Línea del Este (Entroncamento -Badajoz)                                         |        |
| CP Serie 0450    | Allan           | Línea del Algarve Línea del Oeste Línea del Algarve                             |        |
| Cp Serie 592     | MACOSA          | Línea del Miño (Tren Celta) (Tren celta) Línea del Este (Entroncamento-Badajoz) |        |

Las que ya hicieron servicio y que hoy ya no hacen son:
- CP Serie 2000 de Sorefame (vendida a Argentina);
- CP Serie 2100 de Sorefame (remodelada a CP Serie 2240);
- CP Serie 2150 de Sorefame (remodelada a CP Serie 2240);
- CP Serie 2200 de Sorefame (remodelada a CP Serie 2240);
- CP Serie 0300 de Allan (remodelada a Serie 0350 de CP).